# 入倉大雅
入倉 大雅（いりくら たいが、1996年9月4日 - ）は、北海道苫小牧市出身のプロアイスホッケー選手。ポジションはフォワード。アジアリーグアイスホッケーのレッドイーグルス北海道に所属。

## 経歴
苫小牧市立ウトナイ小学校、王子ジュニア、苫小牧市立和光中学校、王子ジュニア、駒大苫小牧高等学校、日本製紙クレインズ、ひがし北海道クレインズ、王子イーグルス、レッドイーグルス北海道。
2020-21シーズン途中に開催されたひがし北海道クレインズでの全日本選手権優勝時はMVPを受賞。その後、レッドイーグルス北海道へ移籍。
2023年-24年シーズンはシーズン中の2023年10月31日に11月に地元で実施されたアイスホッケー男子日本代表の国内合宿の参加メンバーに選出された。2024年1月16日に地元のnepiaアイスアリーナと安平町の安平町スポーツセンターにて実施されたアイスホッケー男子日本代表の国内合宿の参加メンバーに選出された。1月29日にハンガリーのブダペストで開催されたミラノ・コルティナダンペッツォオリンピックの3次予選と事前合宿の参加メンバーに選出された。
オフには2024年4月8日に安平町の安平町スポーツセンターで開催されたアイスホッケー男子日本代表の選考合宿に参加するメンバーに選出された。4月16日にイタリアのボルツァーノで開催された2024 IIHF 男子世界選手権 ディビジョンI グループAの日本代表に選出された。5月15日にレッドイーグルスと再契約を結んだ。
2024年-25年シーズンはシーズン開幕前の2024年7月1日に地元のnepiaアイスアリーナでのアイスホッケー男子日本代表の代表選考合宿に招集された。8月1日にデンマークのオールボーで開催されるミラノ・コルティナダンペッツォオリンピックの最終予選と事前合宿の日本代表に選出された。

## 詳細情報

### 個人記録
| 2015-16          | クレインズ | アジア |  |  |  |  |  | -- | -- | -- | -- | -- |
| 2016-17          | クレインズ | アジア |  |  |  |  |  |    |    |    |    |    |
| 2017-18          | クレインズ | アジア |  |  |  |  |  | -- | -- | -- | -- | -- |
| 2018-19          | クレインズ | アジア |  |  |  |  |  |    |    |    |    |    |
| 2019-20          | クレインズ | アジア |  |  |  |  |  |    |    |    |    |    |
| 2020-21          | クレインズ | アジア |  |  |  |  |  | -- | -- | -- | -- | -- |
| 2021-22前期      | レッド     | アジア |  |  |  |  |  | -- | -- | -- | -- | -- |
| 2021-22後期      | レッド     | アジア |  |  |  |  |  |    |    |    |    |    |
| 2022-23          | レッド     | アジア |  |  |  |  |  |    |    |    |    |    |
| アジアリーグ通算 |            |        |  |  |  |  |  |    |    |    |    |    |

### 代表歴
- 2026年ミラノ・コルティナダンペッツォオリンピック3次予選日本代表（2024年）
- 2024 IIHF 男子世界選手権 ディビジョンI グループA 日本代表
- 2026年ミラノ・コルティナダンペッツォオリンピック最終予選日本代表（2024年）

## 脚註